# Brandon Allen
Brandon Duc Allen (* 5. September 1992 in Fayetteville, Arkansas) ist ein US-amerikanischer American-Football-Spieler auf der Position des Quarterbacks. Er spielt für die Tennessee Titans in der National Football League (NFL). Im NFL Draft 2016 wurde er als Sechstrundenpick der Jacksonville Jaguars an Position 201 ausgewählt. Anschließend stand er bei den Los Angeles Rams, Denver Broncos, Cincinnati Bengals und San Francisco 49ers unter Vertrag.

## Highschool und College
Allen besuchte die Fayetteville High School in Fayetteville, Arkansas.
Von 2011 bis 2015 ging Allen auf die University of Arkansas und spielte College Football für die Arkansas Razorbacks. In der Saison 2011 absolvierte er ein Redshirtjahr, in der Saison 2012 kam er zu mehreren Kurzeinsätzen. In den folgenden drei Jahren war Allen Starting-Quarterback der Razorbacks und kam in 34 Spielen als Starter zum Einsatz. Damit absolvierte er die meisten aufeinanderfolgenden Spiele als Starting-Quarterback der Razorbacks seit deren Beitritt zur Southeastern Conference (SEC) im Jahr 1992. Allen gewann mit Arkansas 2014 den Texas Bowl, in dem er als MVP ausgezeichnet wurde, sowie 2015 den Liberty Bowl.
| Season | Passing | Passing | Passing | Passing | Passing | Passing | Passing | Passing | Rushing | Rushing | Rushing | Rushing |
| Season | Comp    | Att     | Pct     | Yds     | Avg     | TD      | Int     | Rtg     | Att     | Yds     | Avg     | TD      |
| ------ | ------- | ------- | ------- | ------- | ------- | ------- | ------- | ------- | ------- | ------- | ------- | ------- |
| 2012   | 21      | 49      | 42,9    | 186     | 3,8     | 1       | 3       | 69,2    | 8       | -3      | -0,4    | 0       |
| 2013   | 128     | 258     | 49,6    | 1552    | 6,0     | 13      | 10      | 109,0   | 29      | 29      | 1.0     | 1       |
| 2014   | 190     | 339     | 56,0    | 2285    | 6,7     | 20      | 5       | 129,2   | 42      | 0       | 0,0     | 2       |
| 2015   | 244     | 370     | 65,9    | 3440    | 9,3     | 30      | 8       | 166,5   | 55      | 110     | 2,0     | 1       |
| Gesamt | 583     | 1016    | 57,4    | 7463    | 7,3     | 64      | 26      | 134,8   | 134     | 136     | 1,0     | 4       |

## NFL
| Größe                            | Gewicht                          | Armlänge                         | Handspanne                       | 40 Yard Dash                     | 10 Yard Split                    | 20 Yard Split                    | 20 Yard Shuttle                  | Three-Cone Drill                 | Vertical Leap                    |
| 1,86 m                           | 98 kg                            | 0,79 m                           | 0,23 m                           | 4,84 s                           | 1,71 s                           | 2,82 s                           | 4,33 s                           | 7,06 s                           | 0,71 m                           |
| Daten entstammen dem NFL Combine | Daten entstammen dem NFL Combine | Daten entstammen dem NFL Combine | Daten entstammen dem NFL Combine | Daten entstammen dem NFL Combine | Daten entstammen dem NFL Combine | Daten entstammen dem NFL Combine | Daten entstammen dem NFL Combine | Daten entstammen dem NFL Combine | Daten entstammen dem NFL Combine |
| -------------------------------- | -------------------------------- | -------------------------------- | -------------------------------- | -------------------------------- | -------------------------------- | -------------------------------- | -------------------------------- | -------------------------------- | -------------------------------- |

### Jacksonville Jaguars
Allen wurde im NFL Draft 2016 von den Jacksonville Jaguars als Sechstrundenpick an Position 201 ausgewählt. Er unterschrieb einen Vertrag über vier Jahre mit einer Bezahlung von 2,46 Millionen US-Dollar. Er war bei den Jaguars der 3. Quarterback hinter Blake Bortles und Chad Henne. Allen konnte sich nicht durchsetzen und wurde am 3. September 2017 ohne ein Spiel zu bestreiten von den Jaguars entlassen.

### Los Angeles Rams
Die Los Angeles Rams holten ihn am 4. September 2017 als dritten Quarterback hinter Jared Goff und Sean Mannion.
Am 18. September 2018 wurde Allen in das Practice Squad der Rams versetzt.
Er unterzeichnete am 7. Februar 2019 einen Vertrag als Reservist/zukünftiger Spieler bei den Rams. Am 30. August 2019 wurde er entlassen.

### Denver Broncos
Am 1. September 2019 wurde Allen von den Denver Broncos verpflichtet. Nachdem sich der Starter der Broncos, Joe Flacco, verletzt hatte, bekam er die Möglichkeit zu spielen. Gegen die Cleveland Browns war er mit 193 Yards und zwei Touchdowns maßgeblich am 24:19-Sieg beteiligt.

### Cincinnati Bengals

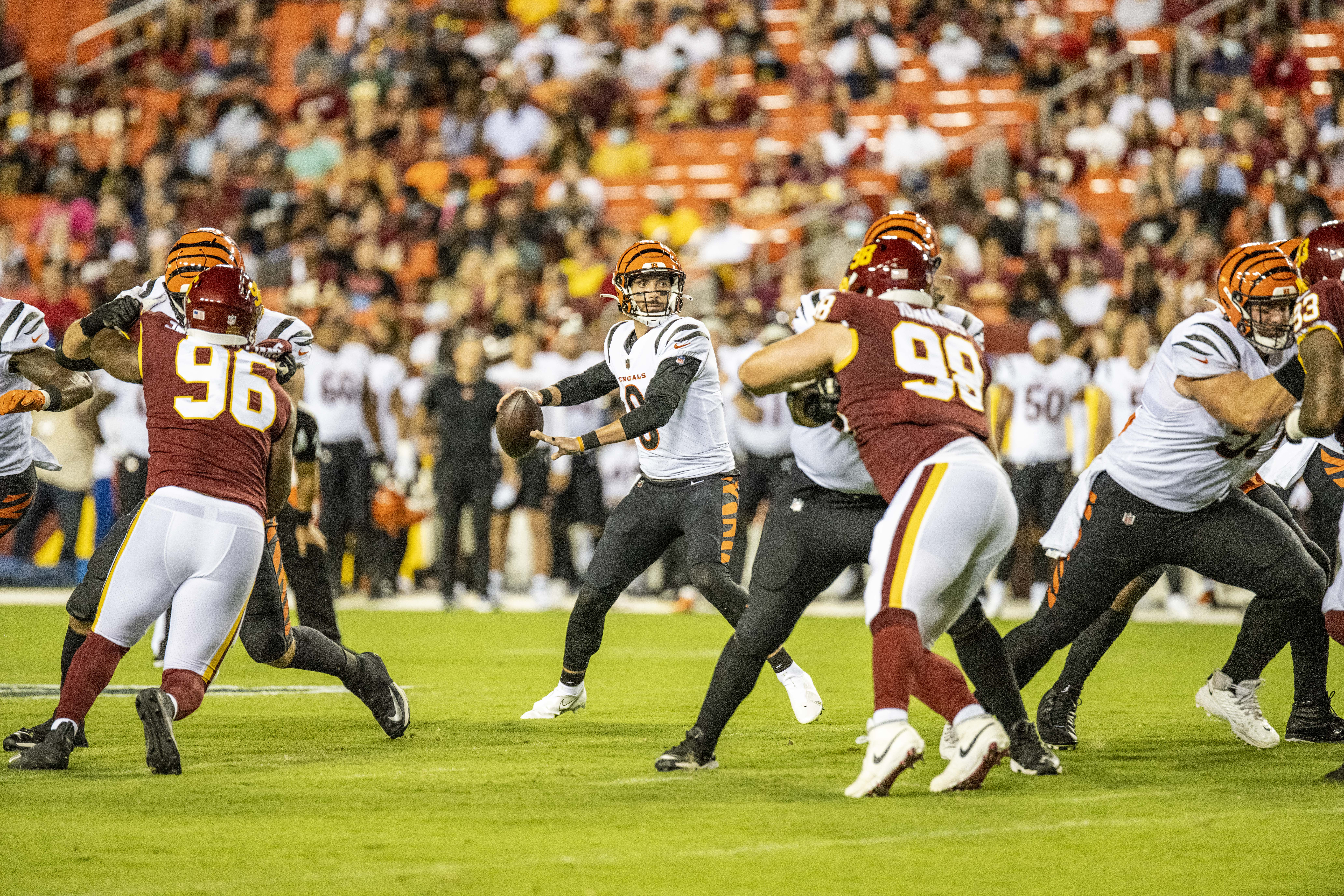
Brandon Allen (Preseasonspiel 2021)

Die Cincinnati Bengals nahmen Allen am 1. August 2020 unter Vertrag. Mit der Verletzung von Joe Burrow kam Allen am 23. November 2020 aus dem Practice Squad zurück, nachdem er zwei Monate zuvor, am 5. September, dort aufgenommen wurde. Im letzten Spiel der Saison hatte Allen seinen Tiefpunkt, als er im Spiel gegen die Baltimore Ravens mit 6 von 21 Pässen für 48 Yards, zwei Interceptions und einem Quarterback Rating von 0,0 an einer 3:38-Niederlage beteiligt war.
Am 10. März 2021 verlängerten die Bengals seinen Vertrag um ein Jahr. In der Saison 2021 hatte Allen fünf Einsätze.
Am 18. März 2022 bekam er einen Einjahresvertrag.

### San Francisco 49ers
Im Mai 2023 nahmen die San Francisco 49ers Allen unter Vertrag. Im März 2024 verlängerte er seinen Vertrag in San Francisco um ein Jahr.

### Tennessee Titans
Im März 2025 schloss Allen sich den Tennessee Titans an.

## NFL-Statistiken
| Jahr   | Team   | Spiele | Spiele | Spiele | Passing | Passing | Passing | Passing | Passing | Passing | Passing | Passing | Rushing | Rushing | Rushing | Rushing | Sacks | Sacks | Fumbles | Fumbles |
| Jahr   | Team   | GP     | GS     | Record | Comp    | Att     | Pct     | Yds     | Avg     | TD      | Int     | Rtg     | Att     | Yds     | Avg     | TD      | Sck   | SckY  | Fum     | Lost    |
| ------ | ------ | ------ | ------ | ------ | ------- | ------- | ------- | ------- | ------- | ------- | ------- | ------- | ------- | ------- | ------- | ------- | ----- | ----- | ------- | ------- |
| 2016   | JAX    | 0      | 0      | -      | DNP     | DNP     | DNP     | DNP     | DNP     | DNP     | DNP     | DNP     | DNP     | DNP     | DNP     | DNP     | DNP   | DNP   | DNP     | DNP     |
| 2017   | LAR    | 0      | 0      | -      | DNP     | DNP     | DNP     | DNP     | DNP     | DNP     | DNP     | DNP     | DNP     | DNP     | DNP     | DNP     | DNP   | DNP   | DNP     | DNP     |
| 2018   | LAR    | 0      | 0      | -      | DNP     | DNP     | DNP     | DNP     | DNP     | DNP     | DNP     | DNP     | DNP     | DNP     | DNP     | DNP     | DNP   | DNP   | DNP     | DNP     |
| 2019   | DEN    | 3      | 3      | 1–2    | 39      | 84      | 46,4    | 515     | 6,1     | 3       | 2       | 68,3    | 10      | 39      | 3,9     | 0       | 9     | 59    | 0       | 0       |
| 2020   | CIN    | 5      | 5      | 1–4    | 90      | 142     | 63,4    | 925     | 6,5     | 5       | 4       | 82,0    | 13      | 27      | 2,1     | 0       | 7     | 51    | 1       | 1       |
| 2021   | CIN    | 6      | 1      | 0–1    | 17      | 34      | 50,0    | 149     | 4,4     | 2       | 0       | 81,6    | 7       | -1      | -0,1    | 0       | 4     | 33    | 1       | 0       |
| 2022   | CIN    | 1      | 0      | -      | 3       | 3       | 100,0   | 22      | 7,3     | 0       | 0       | 97,2    | 3       | -1      | -0,3    | 0       | 1     | 0     | 0       | 0       |
| Gesamt | Gesamt | 15     | 9      | 2–7    | 149     | 263     | 56,7    | 1611    | 6,1     | 10      | 6       | 78,0    | 33      | 64      | 1,9     | 0       | 21    | 143   | 2       | 1       |